# Katedra św. Lamberta w Liège
Katedra św. Lamberta – nieistniejąca katedra w Liège w Belgii, wzniesiona na początku VIII w., ok. 1000 r. zastąpiona budowlą romańską, a po pożarze w 1185 r. gotycką. Zburzona w latach 1794–1827.

## Historia
Początki katedry sięgają VIII w. Ok. 700 r. w miejscu późniejszej katedry biskup Maastricht, Lambert, został zabity przez przeciwników politycznych. Następca Lamberta na stanowisku biskupim, Hubert, zbudował na tym miejscu martyrium, do którego przeniósł szczątki zamordowanego (wedle hagiograficznej legendy sam Lambert po śmierci miał zażądać przeniesienia swych szczątków z Maastricht na miejsce śmierci). Kult Lamberta ściągał licznych pielgrzymów. W ciągu VIII w. (prawdopodobnie po śmierci Humberta) miasto Liège stało się główną siedzibą biskupów rezydujących dotąd przede wszystkim w Maastricht. Martyrium stało się ich katedrą, a w IX w. zostało rozbudowane (o wymiarach po rozbudowie 70 x 23 m). W 881 katedra została spalona podczas najazdu Normanów, szybko ją jednak odbudowano. 
W końcu X w. biskupi Liège stali się władcami księstwa, a relikwie św. Lamberta spoczywające w katedrze miały je chronić przed wrogami. Następna przemiana katedry nastąpiła za czasów pierwszego księcia-biskupa Notgera na przełomie X i XI w. Wzniesiono wówczas kolejną budowlę w stylu romańskim, długą na niemal 100 m. Szczątki św. Lamberta umieszczono w krypcie pod kościołem. Nowa katedra była budowlą dwuchórową i dwuwieżową i stanowiła wzór dla późniejszej architektury regionu nadmozańskiego. Rozkwitająca w tym okresie szkoła katedralna uczyniła z miasta wiodący ośrodek intelektualny Europy. 
W nocy z 28 na 29 kwietnia 1185 katedrę niemal całkowicie zniszczył pożar. Odbudowę świątyni rozpoczęto wkrótce po tym; w 1189 arcybiskup Kolonii Filip z Heinsbergu (pod nieobecność biskupa Liège przebywającego na krucjacie) poświęcił pierwszą jej część (zachodnią), a w 1200 pochowany został tu biskup Albert z Cuyck. Prace trwały jednak dłużej. Nowa katedra była budowlą gotycką, zwieńczoną trzema wieżami, z których ostatnią wzniesiono w XV w. Nowa świątynia stanęła na planie podobnym do poprzedniej świątyni romańskiej, z rozbudowaną częścią zachodnią.
W 1789 na fali wydarzeń wielkiej rewolucji francuskiej mieszkańcy miasta zwrócili się przeciwko władzy biskupa i zadecydowali o zburzeniu katedry, stanowiącej jej symbol. Budynek stał się źródłem materiałów budowlanych i od 1794 był rozbierany. Zupełnie zniknął z powierzchni ziemi w 1827, a placowi, który powstał w tym miejscu, nadano nazwę placu św. Lamberta.
W miejscu, w którym istniała katedra, od początku XX w. kilkakrotnie prowadzono badania archeologiczne. W 2003 otwarto tu muzeum archeologiczne Archéoforum, w ramach którego udostępniane są do zwiedzania podziemia placu z reliktami katedry odkrytymi podczas wykopalisk. Liczne zachowane zabytki z katedry znajdują się także w muzeum Trésor de Liège.

## Galeria

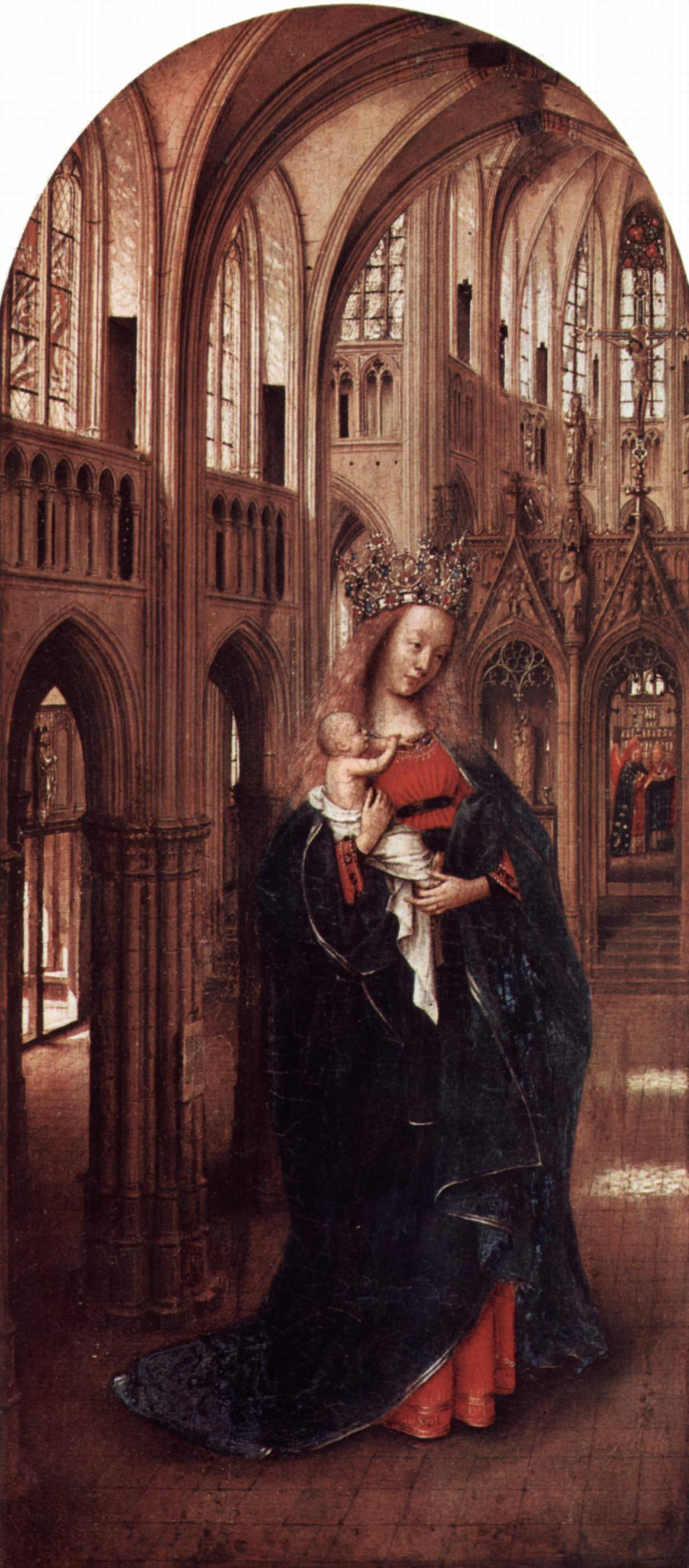
Madonna w kościele Jana van Eycka z ok. 1425, w tle być może wnętrze katedry św. Lamberta
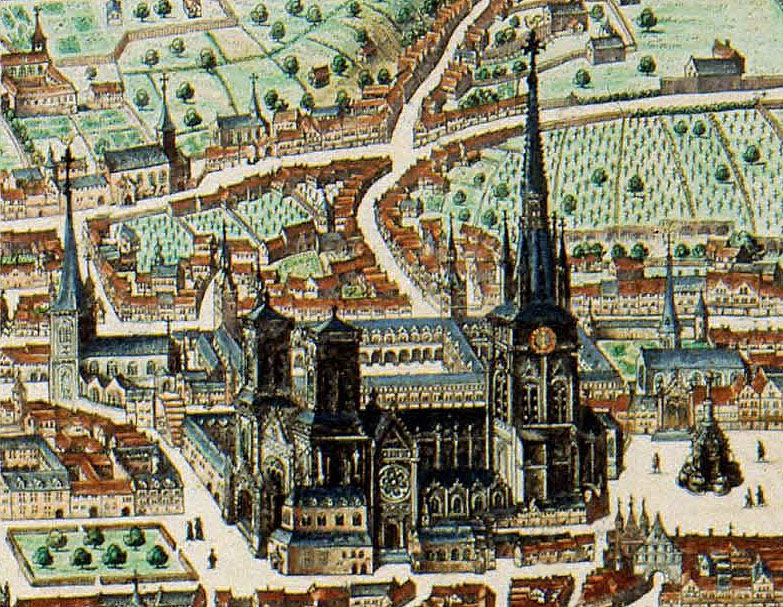
Katedra w połowie XVII w.
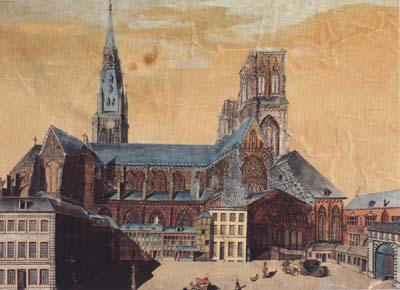
Katedra w końcu XVIII w.
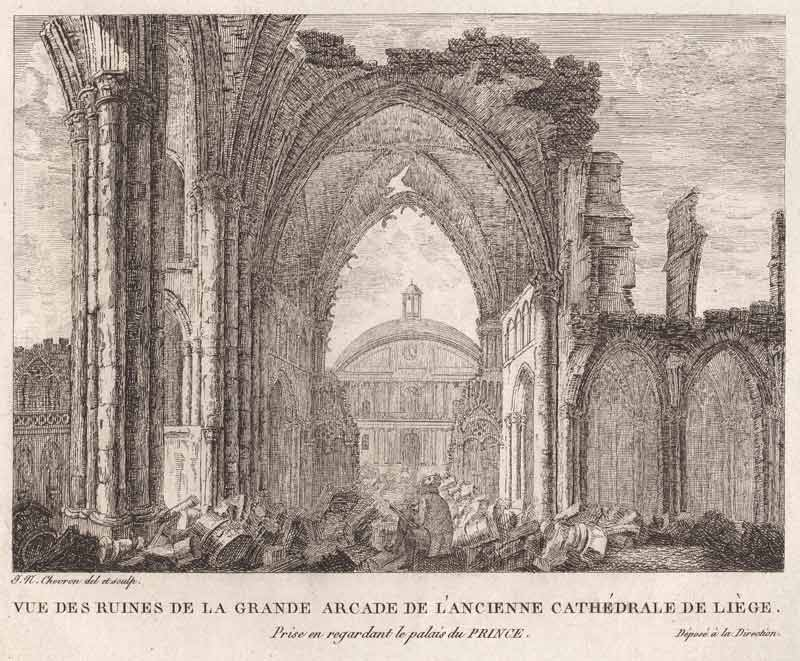
Fragment ruin katedry na przełomie XVIII i XIX w.
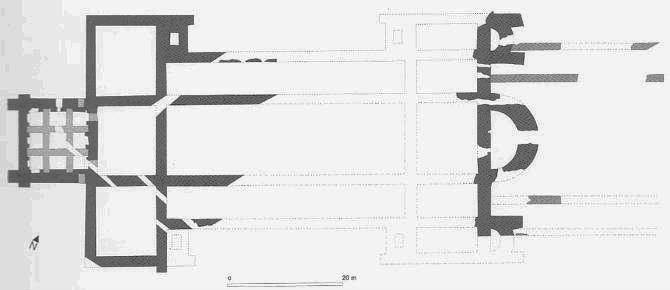
Plan pozostałości katedry romańskiej
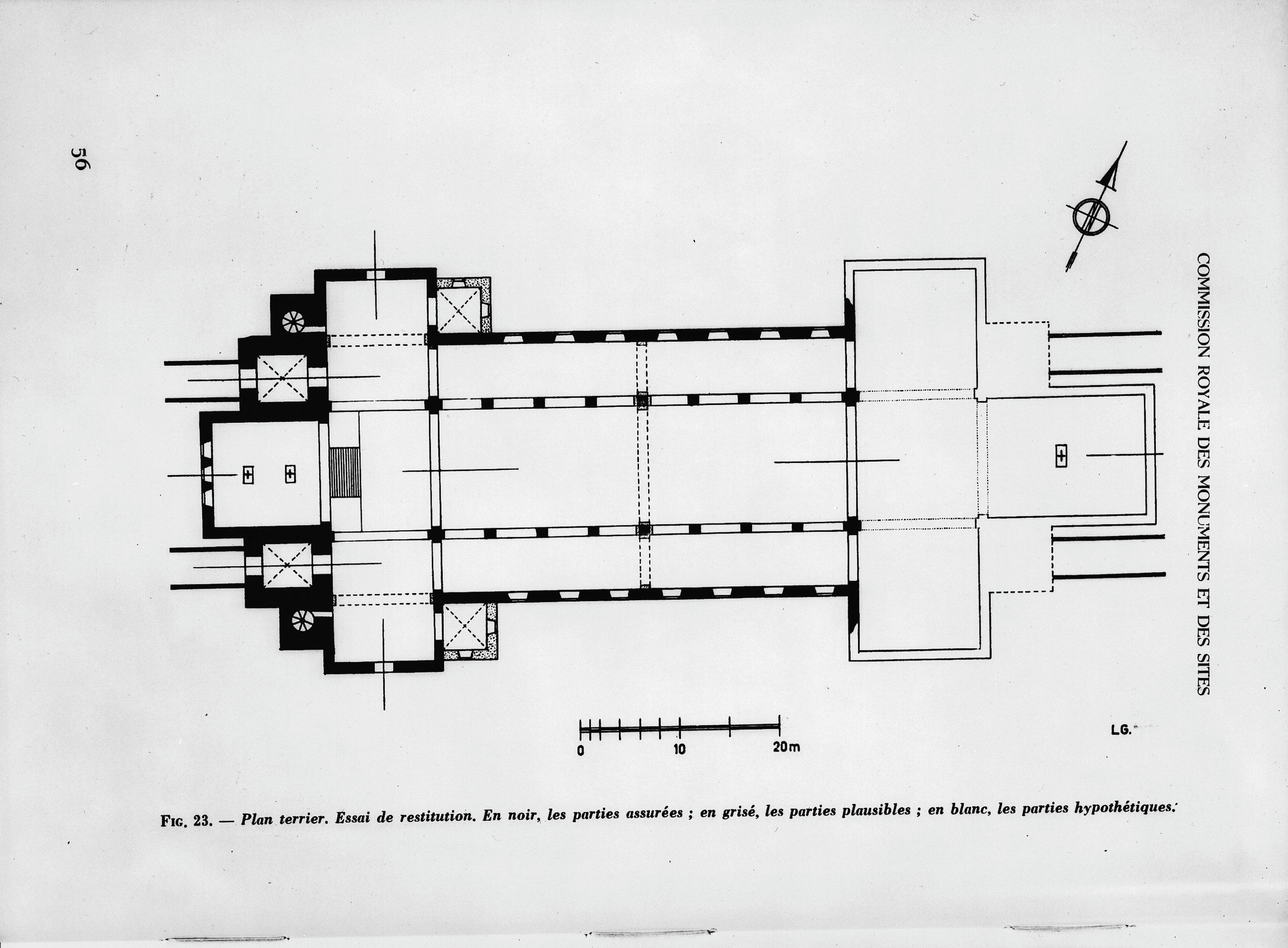
Plan katedry gotyckiej
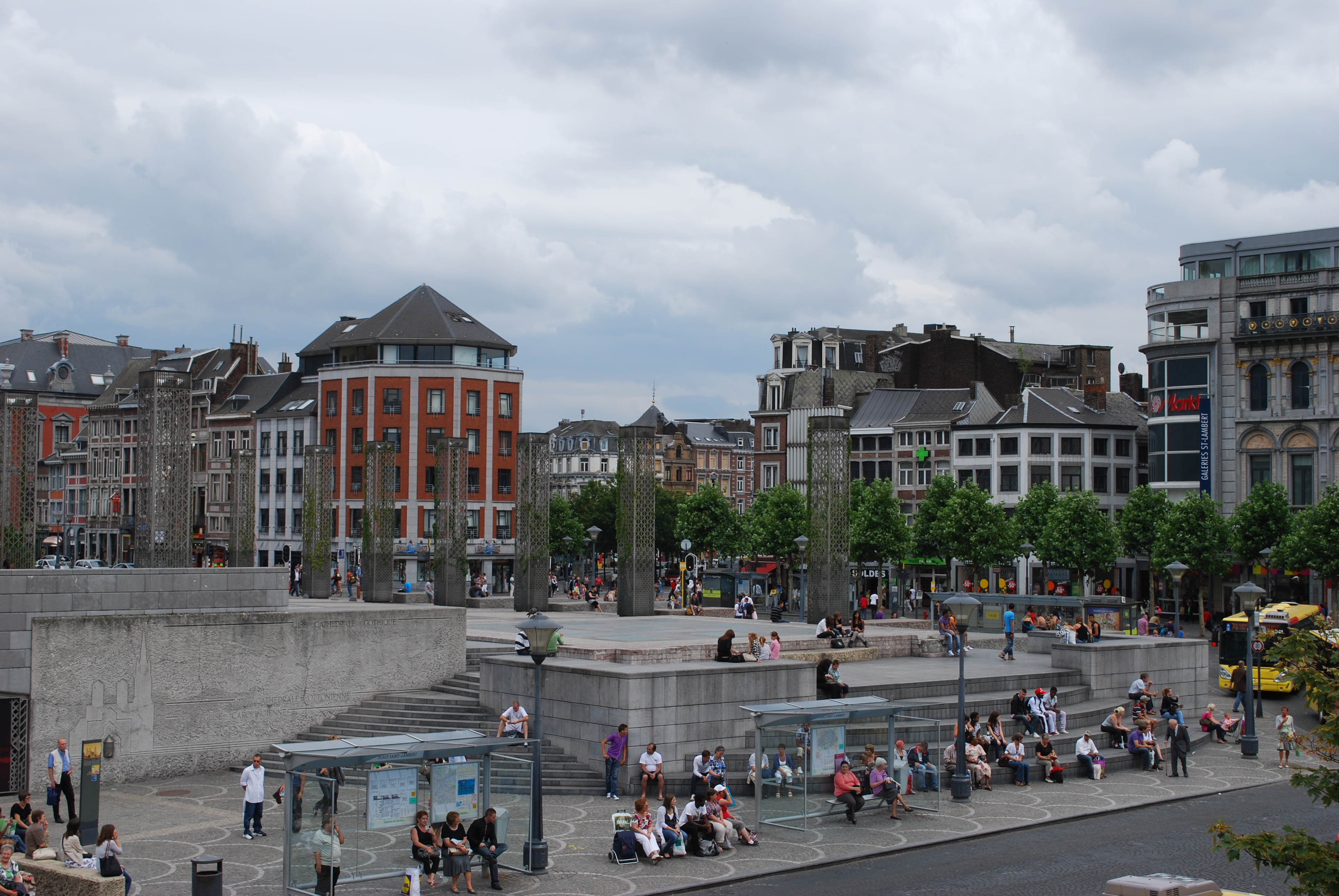
Plac św. Lamberta ze słupami symbolicznie wyznaczającymi miejsce dawnej katedry
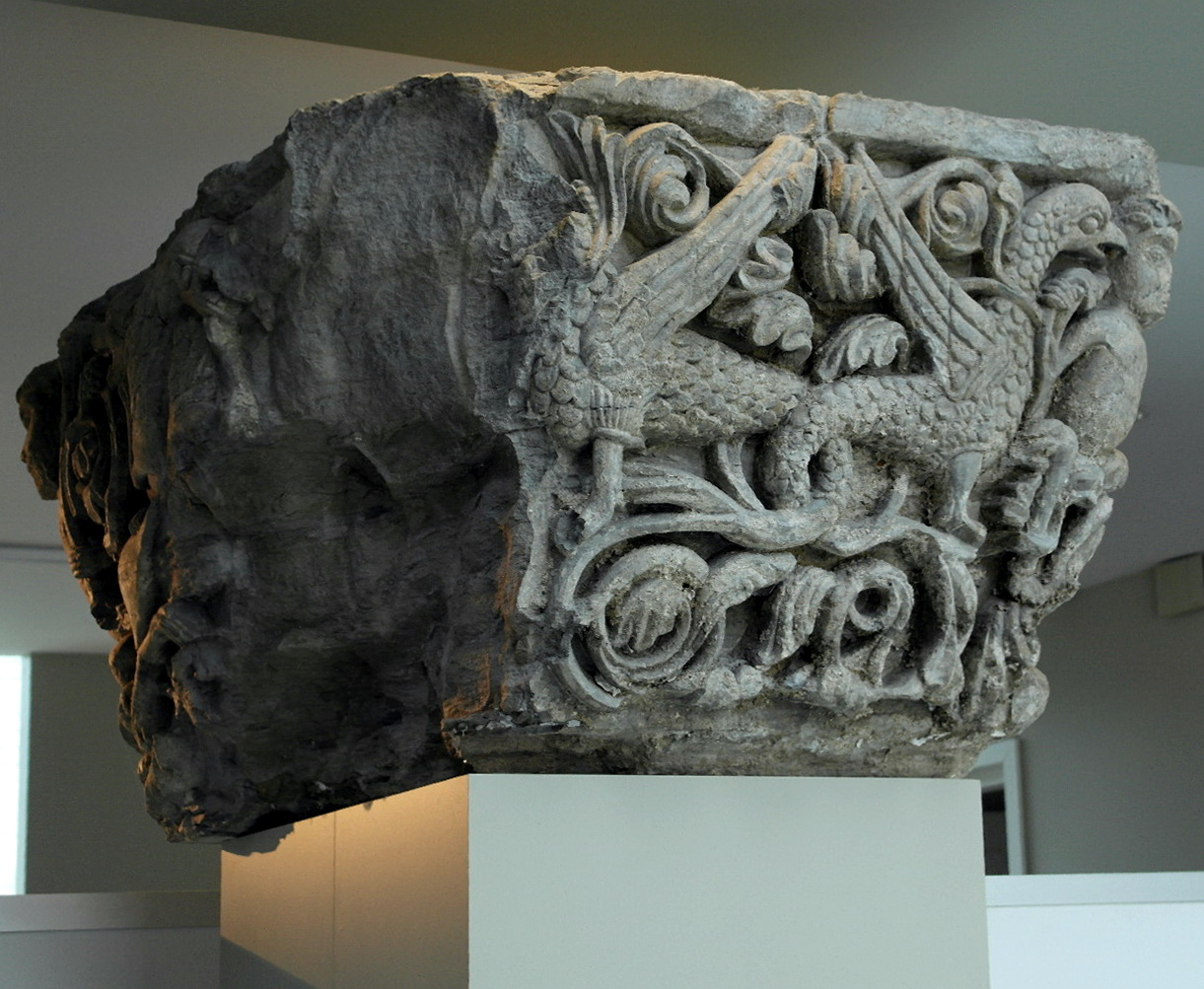
Rzeźbiony kapitel z romańskiej katedry